# Phylloxera spinosa
Phylloxera spinosa är en insektsart som först beskrevs av Shimer 1869.  Phylloxera spinosa ingår i släktet Phylloxera och familjen dvärgbladlöss. Inga underarter finns listade i Catalogue of Life.